# 4.3.2.1
4.3.2.1 – brytyjski film kryminalny z 2010 roku.

## Fabuła
Film opowiada o 4 koleżankach. Jedna z nich - Jo, pracuje w sklepie spożywczym, natomiast pozostała trójka postanawia zmienić swoje życie. Cassandra postanawia polecieć do Nowego Jorku razem ze swoim wirtualnym chłopakiem. Kerrys chce samodzielnie zawalczyć o prawa kobiet, natomiast Shannon chce umówić się na spotkanie ze swoim producentem. Ich plan wiódł się, dopóki nie spotkały złodziei diamentów. Mają 3 dni, aby zmienić swoje przeznaczenie. 

## Obsada
- Ophelia Lovibond: Shannon
- Shanika Warren-Markland: Kerrys
- Emma Roberts: Joanne (Jo)
- Tamsin Egerton: Cassandra
- Freddie Stroma: Cool Brett
- Adam Deacon: Dillon
- Bashy: Smoothy
- Noel Clarke: Terrence (Tee)
- Linzey Cocker: Gwen
- Jacob Anderson: Angelo
- Michelle Ryan: Kelly
- Ben Miller: Mr Philips
- Susannah Fielding: Jas
- Kevin Smith: Big Larry
- Eve: Latisha
- Mandy Patinkin: Jago Larofsky
- Ben Drew: Terry